# Campañas antárticas de Argentina (1960 a 1969)
Las Campañas antárticas de Argentina (1960 a 1969) forman parte de las campañas que realiza Argentina en el continente blanco desde 1947.

## Campañas antárticas de verano

### Campaña 1959-1960
Participaron el ARA General San Martín, ARA Bahía Aguirre y el ARA Chiriguano y dos helicópteros. 
Debido a las condiciones del hielo no pudieron ser relevadas las dotaciones de las bases Belgrano y Ellsworth, debió ser evacuada la Base San Martín y las bases Brown y Cámara fueron desocupadas y acondicionadas como refugios. 
Se realizaron estudios de determinación de la convergencia antártica, mediciones de la corriente circumpolar antártica y otros sobre oceanografía, biología, física, química y sondeos del Pasaje de Drake. El Instituto Antártico Argentino realizó investigaciones sobre radiación cósmica, ornitología, paleomagnetismo, geoquímica, glaciología, geología y meteorología. 

### Campaña 1960-1961

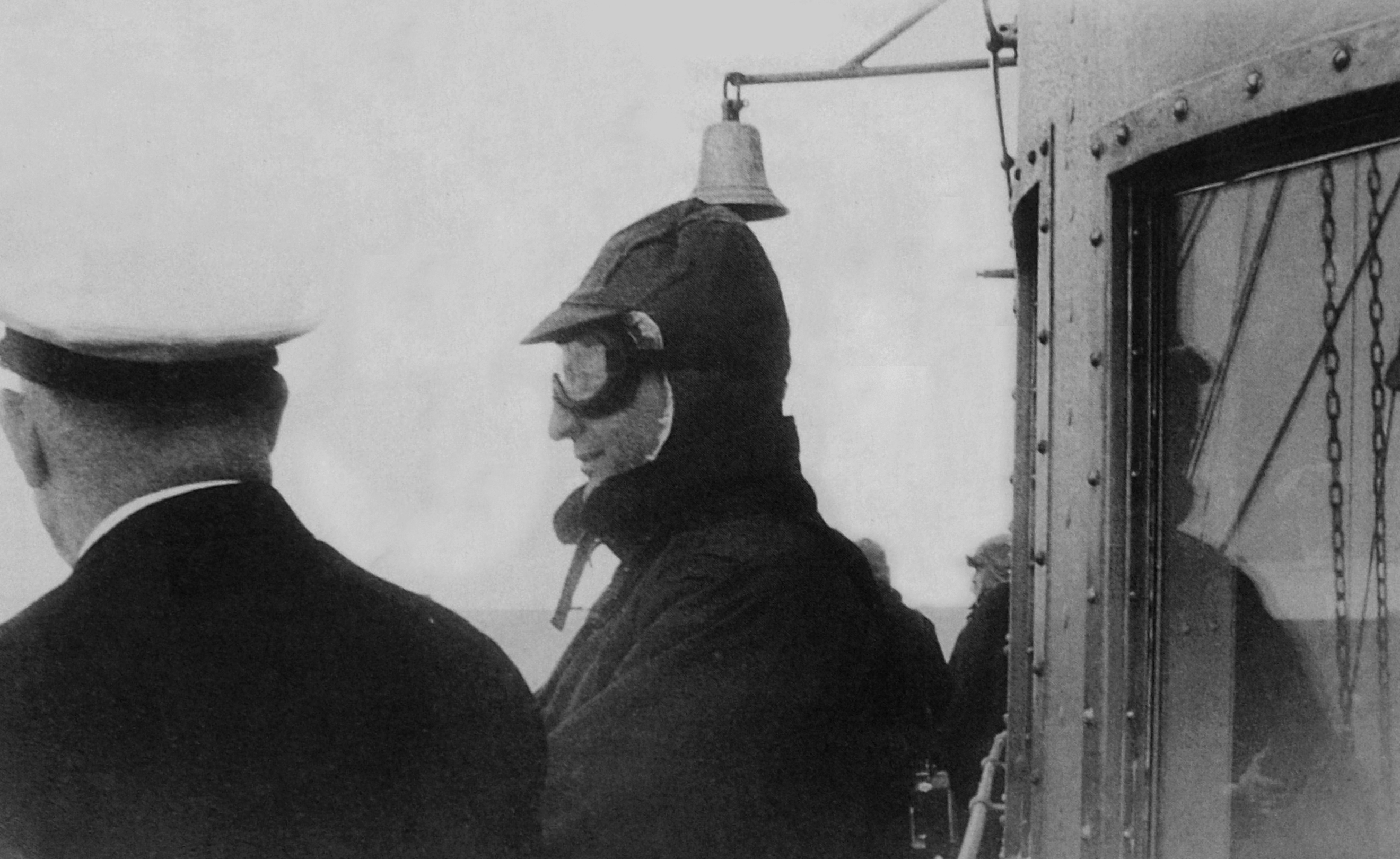
El presidente Arturo Frondizi conversa con el secretario de Marina, contralmirante Gastón Clement, a bordo del Bahía Aguirre, foto de marzo de 1961.

Fue realizada por el rompehielos ARA General San Martín, el transporte ARA Bahía Aguirre, el buque hidrográfico ARA Chiriguano, el buque-tanque ARA Punta Ninfas, junto con dos aviones y dos helicópteros. El buque oceanográfico ARA Capitán Cánepa participó en la campaña oceanográfica conjunta con los Estados Unidos, Vema-Cánepa II.
Se habilitaron cinco refugios para usar en la campaña y se inauguró el 10 de enero de 1961 el Refugio Corrientes en la Bahía Halley. El 15 de marzo de 1961 fue inaugurada la Base Conjunta Teniente Matienzo, del Ejército y la Fuerza Aérea, siendo su primer jefe el capitán Ignacio Carro. 
Se hicieron tareas oceanográficas, hidrográficas, balizamientos y registros meteorológicos, junto con estudios de geología, glaciología, microbiología, fauna, taxidermia, museo y un monitor de neutrones para medir la componente protónica de la radiación cósmica fue instalado el rompehielos ARA General San Martín. 
El Destacamento Naval Decepción fue visitado el 8 de marzo de 1961 por el presidente argentino Arturo Frondizi. Mediante un decreto del 5 de mayo de 1961, la República Argentina ratificó el Tratado Antártico, que había firmado en Washington el 1 de diciembre de 1959.

### Campaña 1961-1962
Participaron en la campaña el ARA General San Martín, ARA Bahía Aguirre, ARA Chiriguano y ARA Punta Médanos. El ARA Capitán Cánepa realizó una campaña oceanográfica entre marzo y abril.
Se comenzó un censo de glaciares, se trazó una carta de hielos y se hizo un relevamiento geológico de la bahía Esperanza, además de estudios de microbiología.
En la Estación Científica Ellsworth se realizaron estudios de meteorología, física ionosférica, rayos cósmicos, auroras, biología, fisiología humana, glaciología, nivología y geomagnetismo. 
Los bimotores Douglas C-47 -el CTA-12 y el CTA-15 de la Armada Argentina- al mando del capitán de fragata Hermes Quijada y del teniente de navío Jorge A. Pitaluga, alcanzaron el Polo Sur geográfico el 6 de enero de 1962, partiendo de Buenos Aires y haciendo 3 escalas, la última en la Estación Científica Ellsworth. Una expedición terrestre al mando del teniente primero Gustavo Adolfo Giró logró el segundo cruce de los Antartandes entre bahía Esperanza y bahía Margarita.
El primer avión de la Fuerza Aérea Argentina, y el primero de gran porte, que aterrizó en la Antártida fue un Douglas TA-33 al mando del comandante Mario Luis Olezza, en la Base Teniente Matienzo, sobre una pista de 800 metros. El 1 de diciembre aterrizó en la Estación Científica Ellsworth y 9 días después se incendió cuando intentaba realizar un vuelo transpolar.

### Campaña 1962-1963
Fue realizada por el ARA General San Martín, el ARA Bahía Aguirre, el ARA Punta Médanos y dos helicópteros. 
El 30 de diciembre de 1962 fue clausurada definitivamente la Estación Científica Ellsworth, sobre la cual se realizó un vuelo de reconocimiento glaciológico con un avión Beaver. Se realizaron estudios hidrográficos, batitermográficos, oceanográficos y balizamientos. 

### Campaña 1963-1964

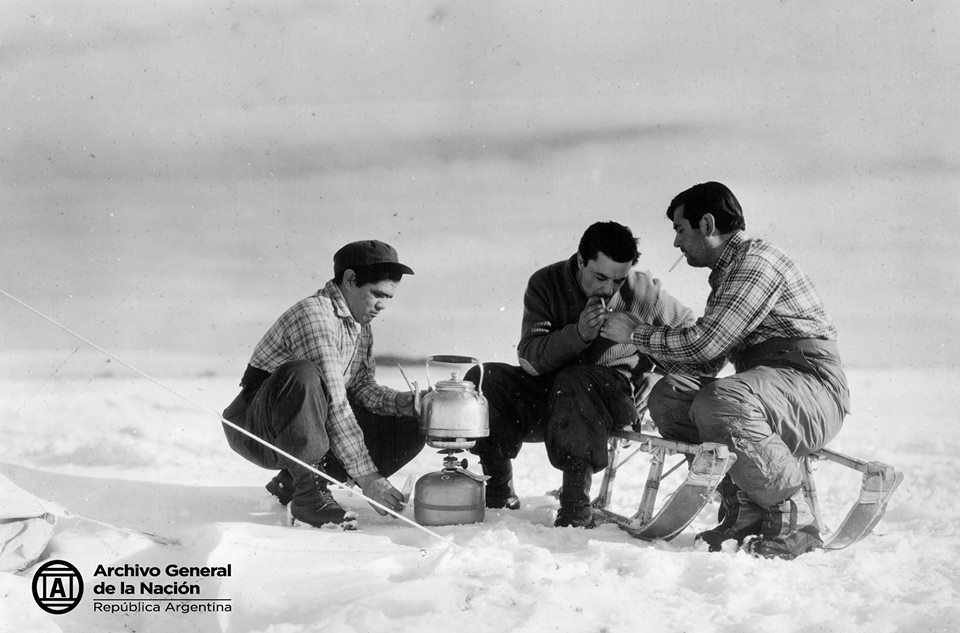
Mateada en la Antártida (1963).

Fue realizada por el ARA General San Martín, ARA Bahía Aguirre y el ARA Comandante General Zapiola. El rompehielos ARA General San Martín penetró el Mar de Weddell hasta el Cabo Adams. Entre febrero y mayo se realizaron dos campañas oceanográficas, con el ARA Comandante General Zapiola y el ARA Capitán Cánepa respectivamente.
Fueron realizados estudios de glaciología, topografía, geológicos y geoquímicos. El 17 de febrero de 1965 el IAA inauguró la Estación Científica Almirante Brown, en el ex Destacamento Naval Almirante Brown que le fuera cedido por la Armada. En esa base se realizaron estudios de zoología, biología vegetal, bioquímica, fisiología animal, patología, bacteriología, micología y ecología. 
Para la medición de la radiación cósmica entre el 6 y el 8 de febrero se lanzaron dos cohetes Gamma Centauro desde la Base Teniente Matienzo. Desde la Base Belgrano el 2 de octubre un avión Douglas C-47 de la Fuerza Aérea, realizó reconocimientos en búsqueda de un avión Cessna del Ejército que se había extraviado. 
El 3 de noviembre un bimotor Douglas C-47 y dos monomotores Beaver de la Fuerza Aérea alcanzaron el polo sur, continuando el Douglas C-47 los días 11 y 12 de noviembre hasta la base estadounidense McMurdo, siendo el primer vuelo transpolar desde América. El 25 de noviembre regresó a Matienzo con los dos Beaver que estaban en el polo sur. Los Beaver quedaron en la Antártida realizando diversas misiones, entre ellas la asistencia a la construcción de la Estación de Apoyo de la Fuerza Aérea Argentina N.º 1 y el traslado de personal y materiales a la Base de Ejército Alférez de Navío Sobral.
El 6 de enero de 1964 fue establecido en la costa sur del mar de Weddell el refugio naval Cabo 2° Lorenzo Vera.

### Campaña 1964-1965

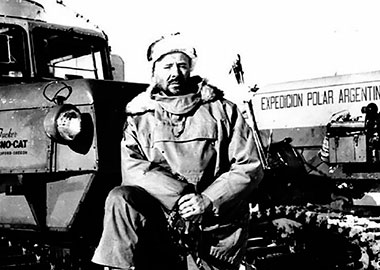
Jorge Leal en 1965.

El 2 de abril de 1965, como paso previo para la expedición terrestre al polo sur, fue inaugurada la Base Avanzada Científica del Ejército Dr. Sobral, llamada luego Base Alférez de Navío Sobral, siendo su primer jefe el teniente Adolfo E. Goetz. 
La expedición terrestre del Ejército Argentino al polo sur con nueve integrantes (Operación 90), salió de la Base Belgrano el 26 de octubre de 1965, al mando del coronel Jorge E. Leal, alcanzando su objetivo el 20 de diciembre de 1965. Regresaron a la Base Belgrano, tras recorrer 2900 km, el 31 de diciembre.

### Campaña 1965-1966
En esta campaña participaron el ARA General San Martín y el ARA Bahía Aguirre. 
Se habilitó el Destacamento Naval Teniente Cámara para ser utilizado durante la campaña. Se realizaron relevamientos, registros de temperatura, salinidad, composición química del agua de mar y se estudió la componente nucleónica de la radiación cósmica. Fueron lanzados globos estratosféricos. En la Estación Científica Almirante Brown se realizaron estudios de ictiología y recolección de ejemplares de fauna marina.

### Campaña 1966-1967
Participaron el rompehielos ARA General San Martín, el transporte ARA Bahía Aguirre y el aviso ARA Comandante General Irigoyen.
El 22 de febrero de 1967 fue inaugurada la Estación Aeronaval Petrel, en base al Refugio Petrel (establecido el 18 de diciembre de 1952 en la isla Dundee), siendo su primer jefe el teniente de corbeta Eduardo Figueroa. 
Continuaron las investigaciones oceanográficas y glaciológicas. Fue instalado en la Base Belgrano un fotómetro de auroras y continuaron los registros de la componente nucleónica de la radiación cósmica, estudios ictiológicos, limnológicos, geológicos y geoquímicos en la isla Decepción.

### Campaña 1967-1968
Fue llevada a cabo por los buques: ARA General San Martín, ARA Bahía Aguirre, ARA Comandante General Irigoyen y el buque polar Martín Karlsen. 
El Destacamento Naval Decepción debió ser evacuado el 4 de diciembre de 1966 debido a una erupción volcánica.
Fueron construidas 17 estaciones oceanográficas para el estudio de organismos animales y vegetales del fondo marino y observar el hielo. Se realizaron estudios sobre fisiología animal en pingüinos papúa, estudios de vulcanología en Decepción, de auroras y física ionosférica y en el Observatorio Naval Orcadas del Sur operó una central meteorológica.

### Campaña 1968-1969

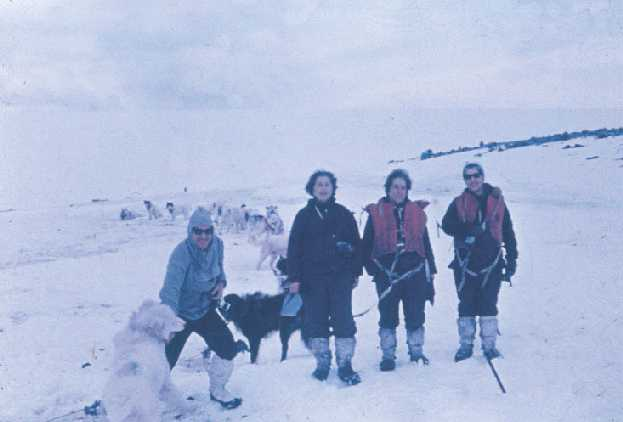
Investigadoras en la base Esperanza, entre ellas Irene Bernasconi.

Participaron el ARA General San Martín, el transporte ARA Bahía Aguirre y el aviso ARA Goyena. 
En febrero de 1969 se produjo una nueva explosión volcánica en la isla Decepción, lo que fue estudiado por un grupo destacado allí.
La Empresa Líneas Marítimas Argentinas realizó cuatro cruceros turísticos a la Antártida por medio de su buque Libertad. 
La Base Sobral fue clausurada el 28 de octubre de 1968 y el 29 de octubre de 1969 se inauguró la Base Aérea Vicecomodoro Marambio, aterrizando en su pista, utilizable 10 meses al año, un avión C-130 E Hércules.